# Idiophyes satoi
Idiophyes satoi là một loài bọ cánh cứng trong họ Endomychidae. Loài này được Sasaji miêu tả khoa học năm 2003.